# NGC 4006
NGC 4006 é uma galáxia elíptica (E) localizada na direcção da constelação de Virgo. Possui uma declinação de -02° 07' 13" e uma ascensão recta de 11 horas, 58 minutos e 05,9 segundos.
A galáxia NGC 4006 foi descoberta em 15 de Abril de 1828 por John Herschel.